# Porsche 917

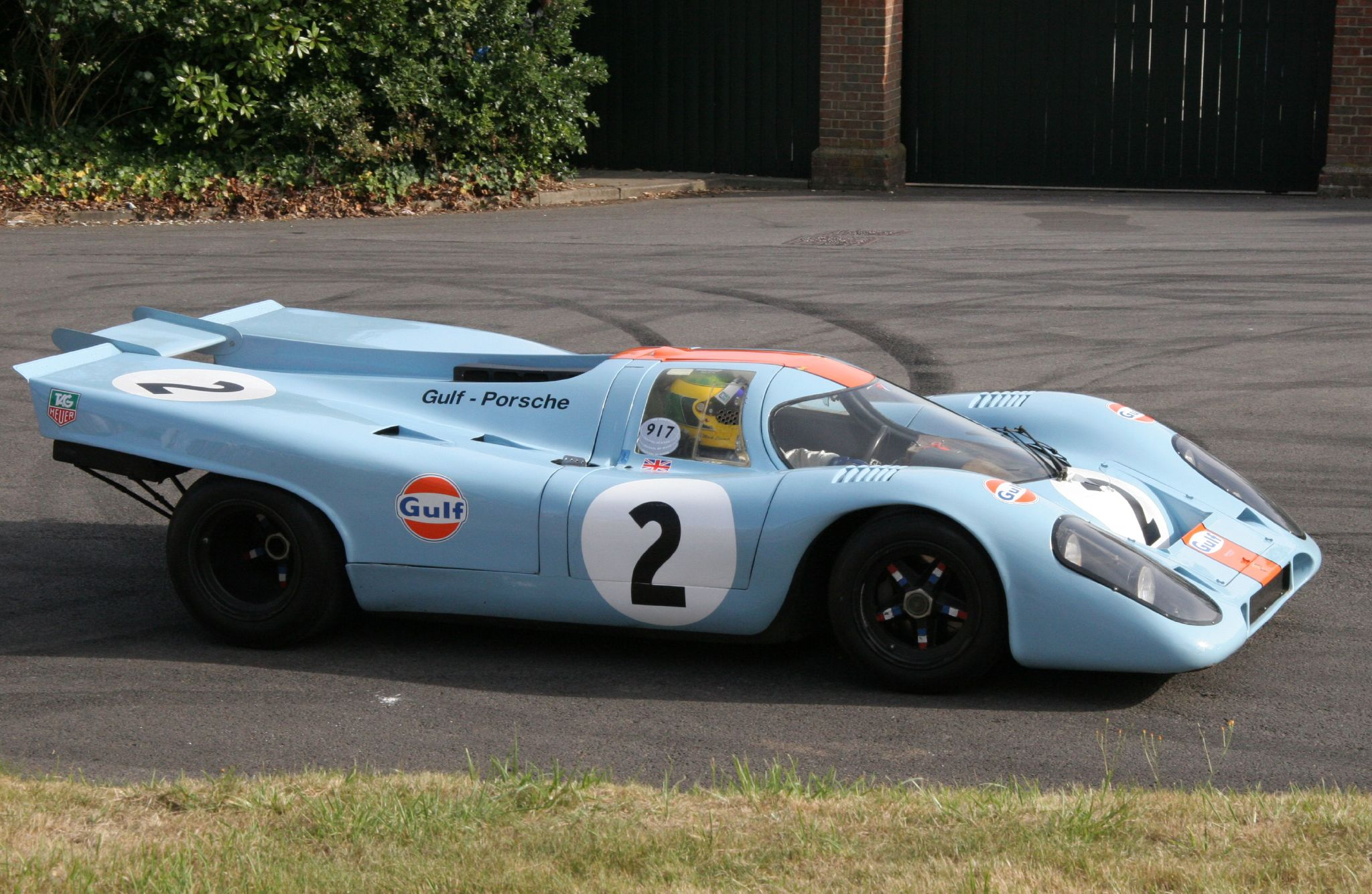
Porsche 917 in Gulf-uitvoering

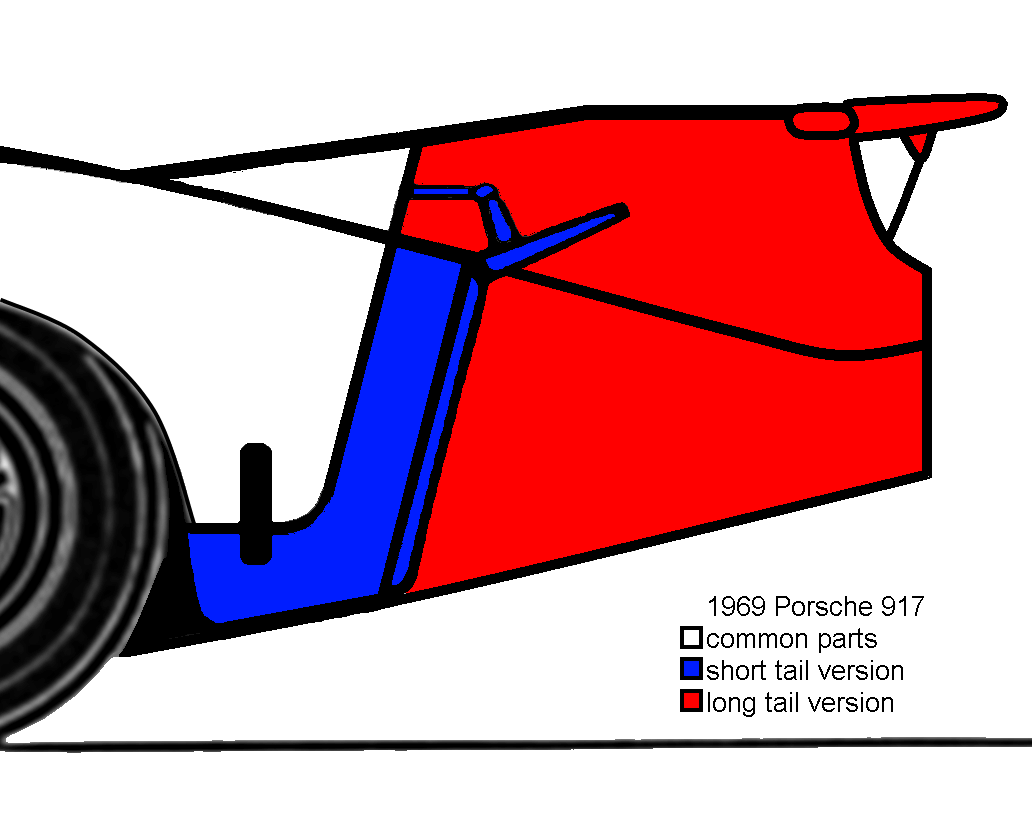
tekening die het verschil in bouwwijze aangeeft tussen de "Kurzheck" en de "Longheck"

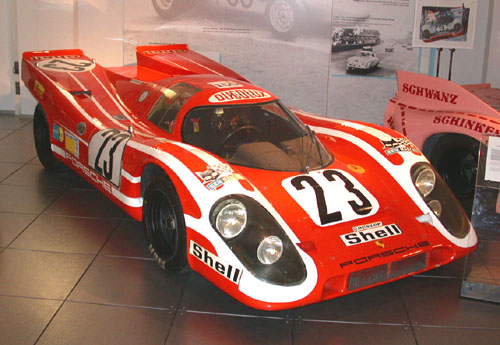
917K van team KG Salzburg, Hans Herrmann & Richard Attwood, winnaar 24 uur van Le Mans in 1970

De Porsche 917 is een raceauto die tussen 1969 en 1970 verscheen.
De Porsche was erg opzienbarend vanwege de unieke samenstelling van de auto. Het chassis was van aluminium, de carrosserie van glasvezelversterkte kunststof en de motor was een zogenaamde 180°-V12 (een combinatie van twee Porsche 911 motoren). De Porsche 917 werd veel gebruikt tijdens de 24 uur van Le Mans waar hij in 1970 en 1971 won. Ook won de wagen in 1971 de 12 uur van Sebring. 

## Specificaties/Versies
De Porsche 917 was een auto ontworpen voor zeer hoge (race)snelheden.
Het frame dat slechts bestond uit aluminium buizen woog maar 50kg.
De motor, een 180° (vlakke) twaalfcilindermotor, had initieel een inhoud van 4,5 liter en leverde 520 pk. Later werd de cilinderinhoud vergroot tot vijf liter, en in de 917k leverde het blok - met behulp van een turbo - zelfs 1400 pk bij 7800 toeren per minuut.
De Porsche had een extreem lichte carrosserie van slechts 1,6 mm dik gemaakt uit glasvezelversterkte kunststof, hoewel ook sommige modellen werden gebouwd van magnesium.
Van de Porsche 917 bestaan verschillende versies o.a. de 917"K" (Kurzheck) de 917"LH"(Longheck) en de 917/30.

## Records
De 24 uur van Le Mans in 1971 werd gewonnen door Gijs van Lennep en Helmut Marko met een gemiddelde van 222 kilometer per uur.
In 24 uur reden zij totaal 5335 kilometer, een afstandsrecord dat pas in Le Mans 2010 verbroken werd door de Audi R15 van Timo Bernhard, Mike Rockenfeller en Romain Dumas.

## Trivia
- Coureur John Woolfe is tijdens de 24 uur van Le Mans op 14 juni 1969 verongelukt in een Porsche 917.